# TeX структура директоријума
TeX структура дикректоријума (енгл. TeX Directory Structure; TDS) је хијерархија директоријума за макрое, фонтове и друге системске датотеке TeX-а независне од имплементације. Директорији највишег нивоа су
| Директоријум | Опис                                                 |
| ------------ | ---------------------------------------------------- |
| tex          | TeX датотеке (укључујући LaTeX и друге макро пакете) |
| bibtex       | BibTeX датотеке                                      |
| doc          | корисничка документација                             |
| fonts        | датотеке везане за фонтове                           |
| metafont     | METAFONT датотеке                                    |
| metapost     | MetaPost датотеке                                    |
| scripts      | извршне датотеке независне од платформе              |
| source       | изворни код                                          |

TDS користи више TeX дистрибуција, укључујући teTeX, TeX Live и MiKTeX.